# Mesochorus subtilis
Mesochorus subtilis är en stekelart som beskrevs av Dasch 1974. Mesochorus subtilis ingår i släktet Mesochorus och familjen brokparasitsteklar. Inga underarter finns listade i Catalogue of Life.